# Caraguatypotherium
El Caraguatypotherium es un género extinto de mamífero notoungulado mesotéridos que vivió en el Mioceno tardío en el norte de Chile. Fue descrito por primera vez en 2005 por Flynn, Croft, Charrier, Wyss, Herail y García.

## Descripción
El Caraguatypotherium era un animal de tamaño mediano, con un peso estimado de entre 100 y 200 kilogramos. Tenía un cuerpo robusto y patas cortas, con pies de cinco dedos. Su cráneo era grande y de hocico corto, con dientes fuertes adaptados para moler materia vegetal.
Era un herbívoro que se alimentaba de plantas duras y fibrosas. Se cree que vivía en ambientes abiertos, como bosques secos y sabanas.
Los fósiles de Caraguatypotherium se han encontrado en la Formación Huaylas, en el norte de Chile. Esta formación se depositó en un lago durante el Mioceno tardío, y contiene una rica fauna de fósiles de mamíferos, incluyendo otros notoungulados, así como roedores, marsupiales y primates.